# Waar eens Troje lag

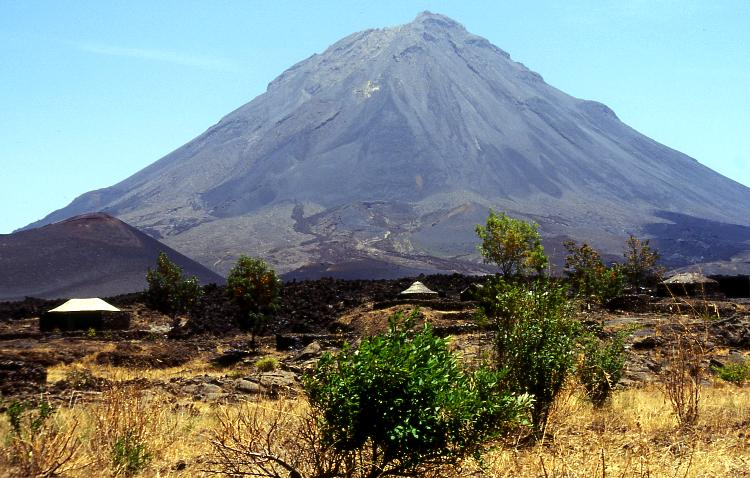
Fogo, land der Cyclopen?

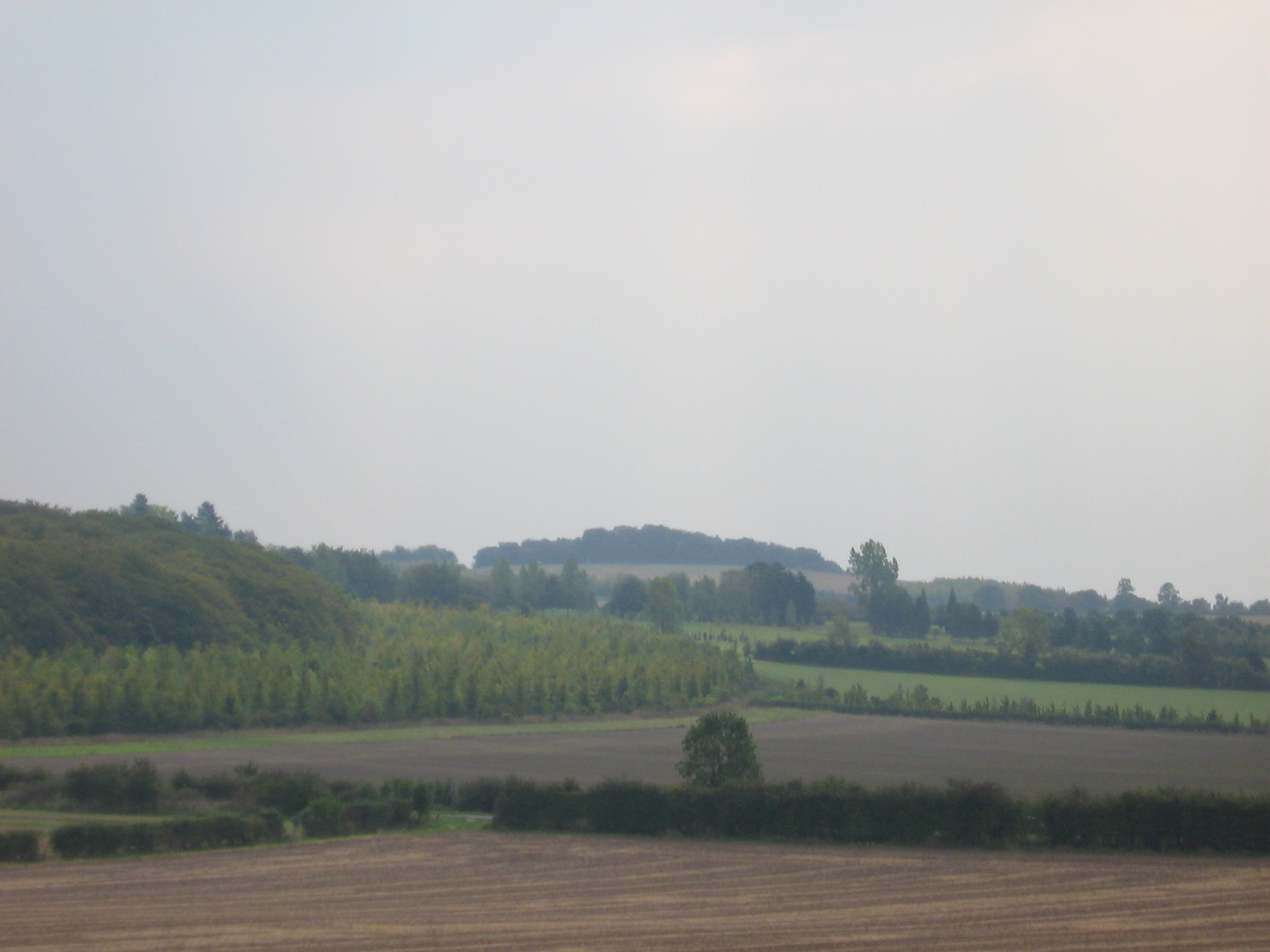
De Gog Magog Hills bij Cambridge

Waar eens Troje lag is een boek van de Nederlandse econoom Iman Jacob Wilkens. De schrijver wil met topografische, archeologische en historiografische middelen aantonen dat de stad Troje, bekend van de verhalen van Homerus, in Engeland lag en niet in Turkije zoals steeds is gedacht. Wilkens gaat uit van de letterlijke waarheid van Homerus' beschrijvingen en negeert wetenschappelijke inzichten van classici, die beweren dat Wilkens daarvoor geen steekhoudende argumenten heeft. 
Volgens Wilkens zijn de Ilias en Odyssee werken van West-Europese origine, afkomstig van de zogenaamde "Zeevolken", die gerekend moeten worden tot de Kelten of de voorlopers daarvan. Deze volken, die ook wel Achaeërs en Pelasgen worden genoemd, emigreerden tijdens de late bronstijd naar het oostelijke Middellandse Zeegebied en vernoemden hun nieuwe woonsteden naar de plaatsen waar ze vandaan kwamen, (vergelijkbaar met recentere migraties naar bijvoorbeeld de Verenigde Staten), en namen hun mondeling overgeleverde verhalen mee. Wilkens vermoedt dat de gedichten rond 750 v.Chr. werden vertaald en opgeschreven in het Grieks als de Ilias en de Odyssee, nadat ze gedurende vier eeuwen mondeling waren doorgegeven. De Grieken, die de oorsprong van de werken gedurende de duistere eeuwen waren vergeten, situeerden de verhalen in de Middellandse Zee, waar wel Homerische plaatsnamen te vinden waren, maar waar de topografie van steden, eilanden, vaarrichtingen en afstanden niet overeenkomen met de beschrijvingen in de verhalen van Homerus. Homerus sprak vaak over de "oceaan", waarmee volgens Wilkens de Atlantische oceaan bedoeld werd omdat de Grieken nooit de term "oceaan" hebben gebruikt voor de Middellandse Zee.
Dat de hierboven genoemde volken zich rond de Egeïsche Zee vestigden zou een verklaring kunnen zijn voor het feit dat de "Myceners", die mede verantwoordelijk worden gehouden voor het verwoesten van "Troje", rond dezelfde tijd of zelfs eerder overwonnen werden dan de bewoners van Hisarlik in Turkije. Het zou dan betekenen dat er een derde macht actief was in de Middellandse Zee.
Overigens, zo stelt Wilkens, doet het feit dat de oorsprong van de Ilias en de Odyssee niet in de mediterrane wereld zou hebben gelegen op geen enkele manier afbreuk aan de Klassieke Griekse beschaving, zoals die zich na Homerus ontwikkeld heeft.
Omdat het bestaande 'wetenschappelijke' verklaringen negeert voor anomalieën en anachronismen in Homerus' epen, heeft Wilkens' werk zware kritiek gekregen van professionele wetenschappers. Anthony Snodgrass bijvoorbeeld, emeritus professor Klassieke Archeologie aan de Universiteit van Cambridge, heeft Wilkens terloops genoemd als voorbeeld van “een volkomen onbelangrijke schrijver" ("an infinitely less-serious writer"). Toch wordt er op het internet naarstig gezocht naar eerdere edities van zijn boek dat hoog genoteerd staat op een aantal lijsten van meest gezochte boeken.
De titel van het boek komt van de antieke Romeinse dichter Ovidius:
Nu zijn er velden waar Troje eens lag... (Ovidius, Heroides, 1.1.53)
en zeven jaar na de oorlog was er zelfs geen spoor van de wallen meer te zien
(Euripides, Helena, 108)
(De stadswallen waren van aarde met palissaden, zoals gebruikelijk 
in Noord-West-Europa tot in de tijd van Karel de Grote)

## Samenvatting van Wilkens' argumenten

### Middellandse Zee
Het kleine Hisarlik in Turkije, de gedoodverfde locatie van Troje, voldoet volgens Wilkens niet aan de beschrijvingen van Homerus als een grote stad (mega astu) met brede straten en een garnizoen van 50.000 man. Ook werd Troje door Homerus een steile stad genoemd; Hisarlik steekt slechts dertig meter boven de vlakte uit. De afstand tot de kust bedraagt nu ongeveer zes kilometer, maar in de tijd van Strabo en Plinius was dit volgens hen ruim twee kilometer; een ruimte die alleen voor een schermutseling van beperkte omvang plaats geeft. Er zijn geen bronzen wapens of andere sporen van de oorlog gevonden. De baai was veel te klein om de vloot van 1186 schepen te ontvangen. Om al deze redenen kwam wijlen prof sir Moses Finley tot de conclusie dat de Trojaanse Oorlog geschrapt moest worden uit de geschiedenis van de bronstijd van Griekenland (The World of Odysseus Appendix II) tot groot ongenoegen van dezelfde prof. Snodgrass, zijn collega in Cambridge. Verder weten we nu door archeologisch onderzoek dat vele plaatsen zoals Thebe, Kreta, Lesbos, Cyprus en Egypte heel anders werden genoemd in de bronstijd. Homerus' verhalen over de Trojaanse Oorlog, die rond 1200 v.Chr. is gevoerd, speelden zich volgens Wilkens daarom niet af rond de Middellandse Zee.

### Atlantische Oceaan

#### Ilias

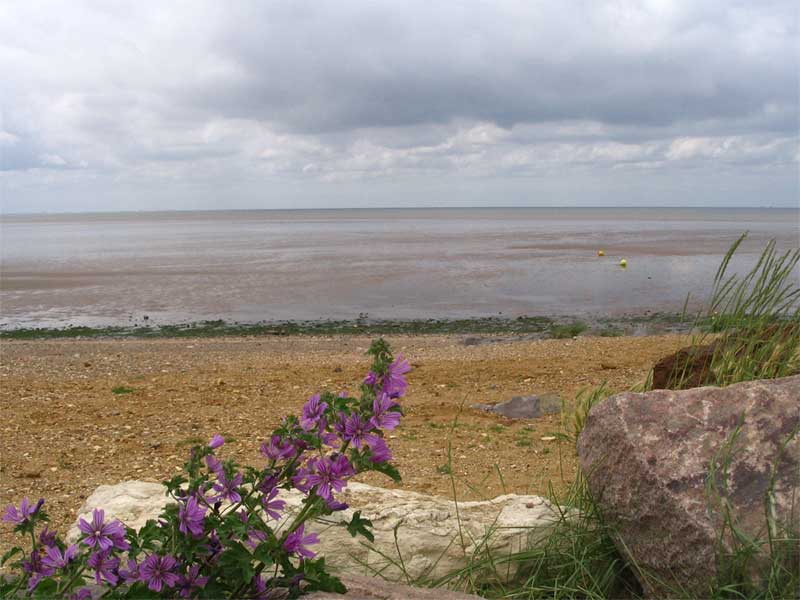
The Wash vanaf het strand bij Heacham in Norfolk

Wilkens beweert dat de Gog Magog Hills bij Cambridge de werkelijke locatie was van Troje. Hij meent dat de daar woonachtige (Proto-)Kelten rond 1200 v.Chr. werden aangevallen door Kelten van het continent die de tinmijnen in Cornwall in hun macht wilden krijgen. De reden hiervoor was dat tin een onmisbare grondstof is voor de vervaardiging van brons (zo onmisbaar zelfs dat nu algemeen niet zozeer de eigenschappen van ijzer als wel de schaarste aan tin als oorzaak wordt genoemd van de overgang van Brons- naar IJzertijd). Die toenmalige bewoners van de hele kuststrook van het continent van Zuid-Scandinavië tot Zuid-Spanje en de regio's langs de rivieren, zoals de Seine en de Rijn behoorden volgens Wilkens tot de Zeevolken of Achaeërs die in de late bronstijd emigreerden naar het oostelijke Middellandse Zeegebied. Het vierde deel van het boek analyseert de herkomst van alle 29 Achaeïsche contingenten en de 18 contingenten van Trojanen in Engeland. Wilkens wijst er ook op dat hoewel "Achaeërs" in de teksten van Homerus, Euripides en andere antieke schrijvers in latere tijden meestal vertaald werd als "Grieken", dit volk nooit zo met name genoemd wordt in de Ilias en Odyssee. De Trojanen die de oorlog overleefden vestigden zich in Hisarlik in Noord-West-Turkije (vandaar de eeuwenoude misvatting).
De van de Bijbel bekende benaming "Gog en Magog" voor de grootste oorlog uit de prehistorie, en de vondst van talloze, vaak verminkte, menselijke botten en skeletten en vooral de archeologische vondsten van onder andere duizenden bronzen wapens in de regio tussen de Gog Magog Hills en de Wash, lijken aanwijzingen voor een grote veldslag. Andere vondsten bestaan uit resten van crematies (die typerend zijn voor de Keltische cultuur en beschreven in de Ilias), tumuli, twee gouden torques, een uitgebreid kanalensysteem en een weg van houten balken uit de bronstijd. De baai van de Wash, die in de late bronstijd veel zuidelijker tot aan het plaatsje Littleport reikte (zodat het toenmalige strand slechts zo'n 35 km van de Gog Magog-heuvels verwijderd was), is ruim genoeg om een armada van 1186 schepen te herbergen.
Sedert de herziene Engelse editie uit 2005/2009 bevat het boek een zeer gedetailleerde reconstructie van het Trojaanse slagveld in Cambridgeshire. Deze bevat onder andere de identificatie van de vele rivieren die het kamp van de Achaeërs na de oorlog wegspoelden, de Pergamus, hete en koude bronnen, twee immense oorlogsdijken, de grafheuvel van Ilus en het kamp van de Achaeërs met de nog bestaande gracht. Volgens de middeleeuwse auteurs Nennius (Historia Brittonum) en Geoffrey of Monmouth (The History of the Kings of Britain) werd de stad herbouwd door Brutus de Trojaan als Caer Troia, later Troia Nova of Trinobantum genoemd, het huidige Londen (waar nog altijd de prijs van edele metalen genoteerd wordt per 'troy ounce').

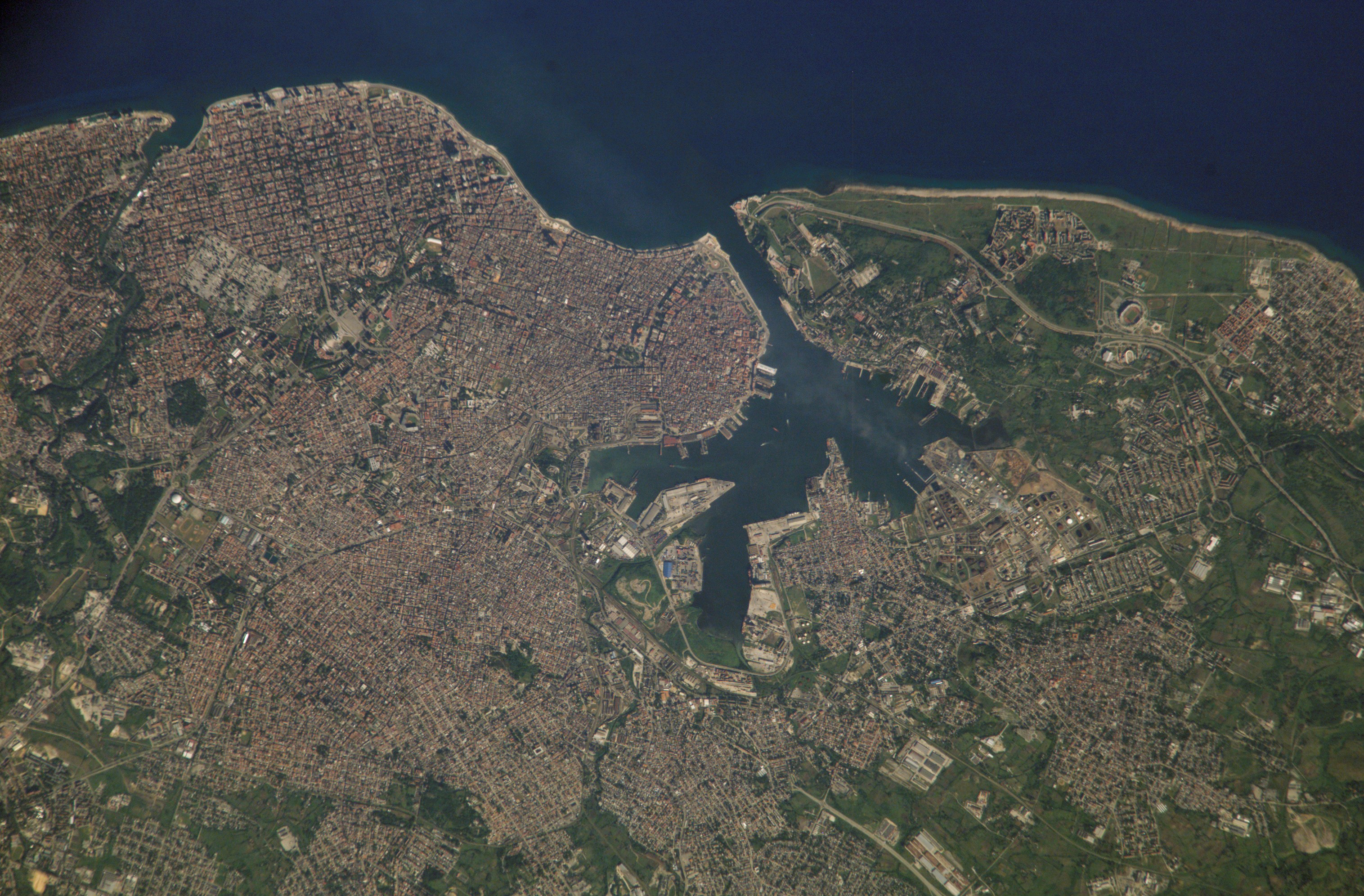
Havana: Telepylos?

#### Odyssee

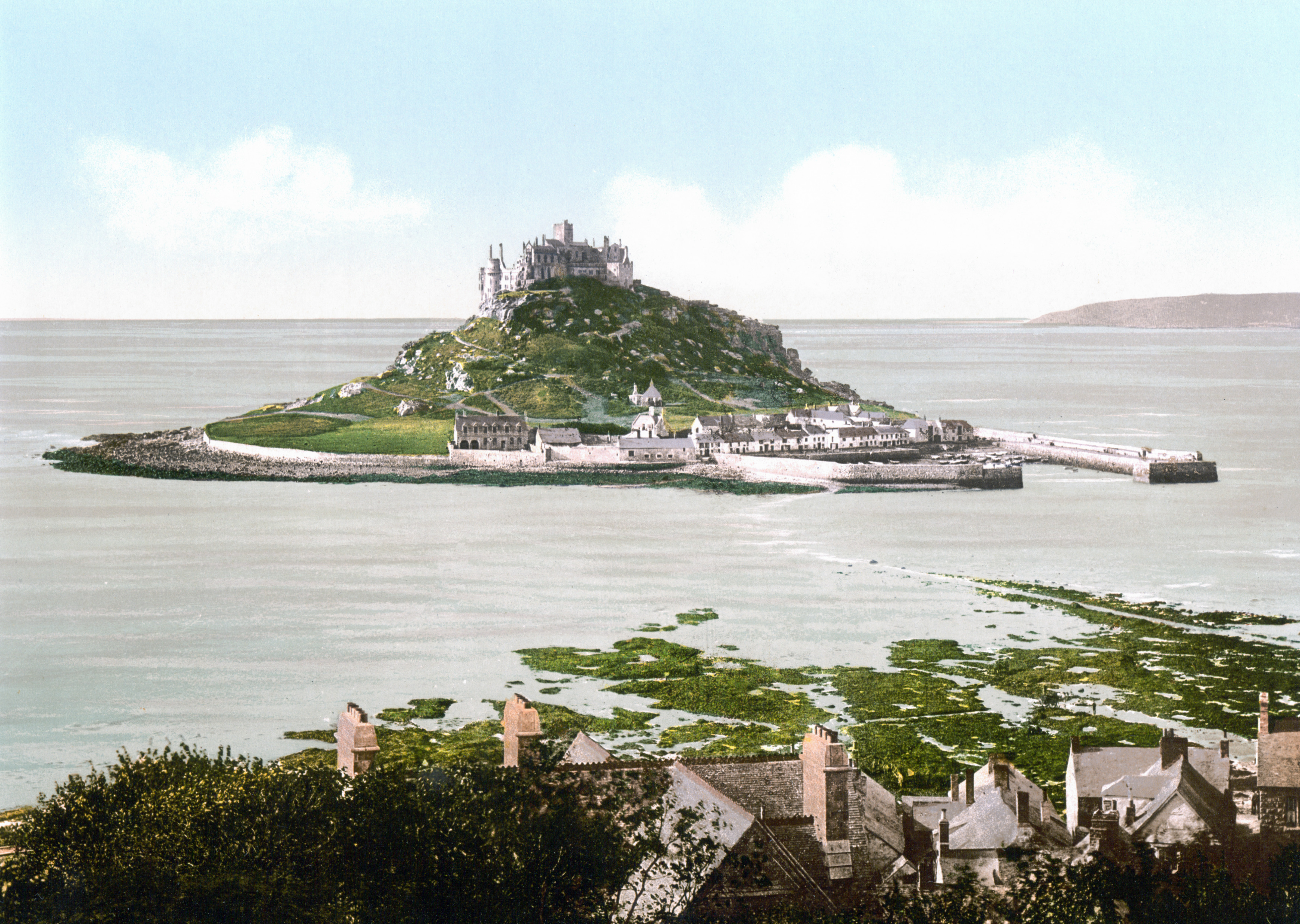
St Michael's Mount; Scylla en Charybdis?

Wanneer Homerus van de Oceaan spreekt kan hij niet de Middellandse Zee bedoelen, want die werd nooit zo genoemd door de Grieken. Met "de Oceaan" werd altijd het water buiten de Straat van Gibraltar bedoeld. De Middellandse zee is ook veel te klein om alle avonturen van de Odyssee te herbergen. Daarom was de Atlantische Oceaan volgens Wilkens het toneel waar Odysseus zijn avonturen beleefde. De Odyssee zou, in de visie van Wilkens, een verhaal met twee verschillende lagen zijn; enerzijds een vertelling over het doorlopen van opeenvolgende stadia van initiatie in de Mysterieën en anderzijds een mondelinge zeekaart voor de Atlantische Oceaan (vergelijkbaar met de ”Songlines” van de Aboriginals om de weg te vinden in Australië). Aanwijzingen voor het navigeren in deze onmetelijke Oceaan waren cruciaal in de late bronstijd, toen tin voornamelijk in Engeland, goud in Ierland, ijzer in Marokko en barnsteen in het Oostzeegebied werd gevonden.
Het verhaal van de Odyssee bevat aanwijzingen voor het vinden van gunstige vaarrichtingen om van de heersende winden en stromingen te profiteren. In het verhaal van de "zak met winden" van Aeolus (cycloon) in de Kleine Antillen wordt aangegeven dat het beter is om een Noordelijke route te nemen door eerst Havana (Telepylos, de 'verre haven'), de haven van Cuba, aan te doen om daarna een noordoostelijke richting te kiezen met de Golfstroom mee naar Europa.

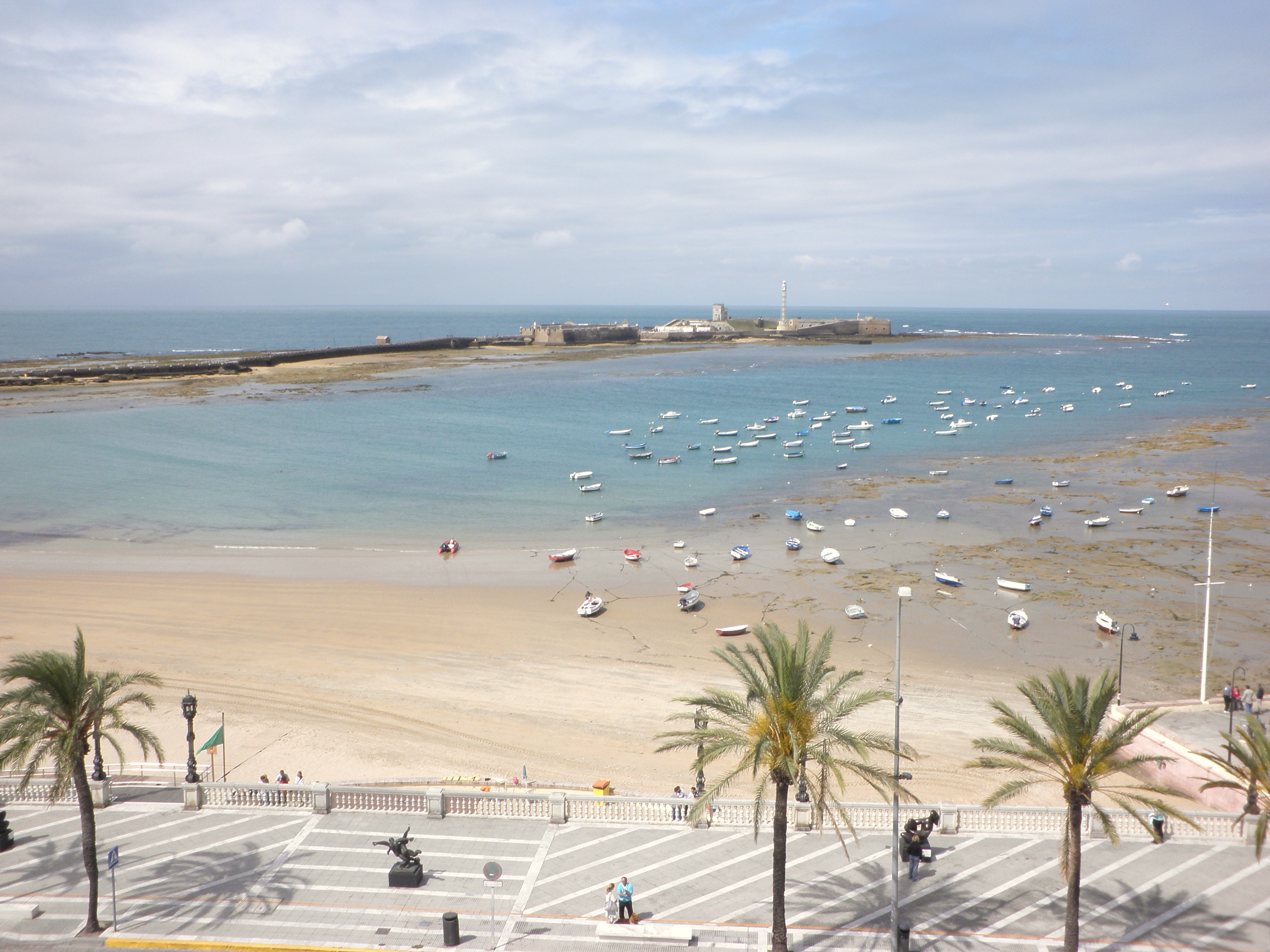
Strand van La Caleta, Cádiz; De haven van Phorcys, Ithaka?

De locaties in de volgorde van Odysseus' omzwervingen volgens Wilkens:
- Cambridgeshire: Troje
- Bretagne: Kikonen
- Galicië, Spanje: schipbreuk
- Cabo São Vicente: Kaap Malea
- Senegal: de Lotuseters
- Fogo, Kaapverdië: Cyclopen
- de Kleine Antillen: Aeolus
- Havana: Telepylos
- Zeeland: Circe en Hades
- Solent: Sirenen
- Cornwall: Helios
- St Michael's Mount: Scylla en Charybdis
- São Miguel, Azoren: Kalypso
- Lanzarote, Canarische Eilanden: Faiaken
- Cádiz: Ithaka

## Kritiek en recensies
De eerste uitgave van Where Troy Once Stood kreeg in Nederland harde kritiek. In Hermeneus gaf Eric Moormann vele tegenargumenten: Wilkens vat Homerus letterlijk op in strijd met plausibele verklaringen, gebruikt klassieke bronnen  verkeerd, plaatst de Kelten zonder uitleg verkeerd in de tijd, negeert archeologische gegevens en bestaande aanwijzingen en verklaringen, komt niet met topografisch bewijs en maakt een primitief gebruik van etymologie; bijvoorbeeld de uitgang -kerke in Zeeland wijst volgens Wilkens op de Griekse tovenares Circe. Moormann beschuldigt Wilkens er ook van vele voorlopers, "om te beginnen Justus Lipsius, moedwillig geplagiëerd en niet genoemd" te hebben. Spiegel Historiael was in juni 1991 (jrg. 26, nr. 6, p. 300-305) uiterst kritisch en meldde dat het hoofdstuk van het boek waarin Wilkens ecologische en klimatologische argumenten aanvoert, inclusief een belangrijk deel van de ver doorgevoerde verbuigingen van plaatsnamen, de getijden en de situering van Troje in Engeland, afkomstig was uit de laatnegentiende-eeuwse boeken van Théophile Cailleux, hetgeen Wilkens overigens zelf aangeeft. Verder werd het boek afgewezen door A. M. Snodgrass en goedaardig bespot door Maurizio Bettini. Enkele recensenten vonden dat het boek interessant zou kunnen zijn als populair-wetenschappelijk leesvoer. Een recensie van M. F. MacKenzie in een vakblad voor bibliotheken, verklaart dat dit boek "aansprekende argumenten naar voren brengt en dat het garant staat voor interessant leeswerk". Aan de andere kant wordt ook vermeld dat "classici het waarschijnlijk niet met open armen zullen ontvangen" en dat daarom "alleen grote bibliotheken zullen overwegen het aan hun collecties toe te voegen."

## De auteur
Iman Jacob Wilkens (Apeldoorn, 13 maart 1936 - Roncq, Nord, Hauts-de-France, Frankrijk, 4 mei 2018) studeerde Economie aan de Universiteit van Amsterdam. Vanaf 1966 woonde hij in Frankrijk waar hij meer dan 30 jaar onderzoek deed naar Homerus. 26 mei 1992 gaf hij een lezing, "The Trojan Kings of England", voor de Herodoteans, een vereniging van studenten klassieke talen aan de Universiteit van Cambridge.

## Uitgaven vanWhere Troy Once Stood. The Mystery of Homer's Iliad & Odyssey Revealed
- Eerste uitgave in 1990 in de UK van Rider/Century Hutchinson, Londen ISBN 0-7126-2463-5
- Paperback uitgave in 1991 van Rider/Random Century, Londen ISBN 0-7126-5105-5
- Uitgave in de VS in 1991 van St Martin's Press, New York ISBN 0-312-05994-9
- Boekenclubeditie in de UK in 1992 van BCA, London ISBN 0-7126-4094-0
- Uitgave in Nederland in 1992 van Bigot & Van Rossum, Baarn ISBN 90-6134-381-X
- Nederlandse uitgave (herziene editie) in 1999 van Bosch & Keuning (Tirion), Baarn ISBN 90-246-0461-3
- Engelstalige uitgave (met reconstructie van het slagveld) 2005/2009, Gopherpublishers.com, Amsterdam ISBN 9789051792089
- Engelstalige uitgave, herzien en uitgebreid, 2012, Gopher.nl ISBN 9789051795356
- Uitgeverij Chaironeia heeft in 2012 een geheel herziene en uitgebreide herdruk uitgebracht, in het Nederlands vertaald door Gerard Janssen ISBN 9789076792200

### Kaarten
- Kaart van de omzwervingen van Odysseus volgens Wilkens
- Canarische stroom
- Noord Equatoriale stroom
- Golfstroom